# Bell Equipment
Bell Equipment ist ein südafrikanischer Baumaschinenhersteller. Neben Traktoren, Radladern, Hydraulikbagger und anderen Baumaschinen, die Bell Equipment in Südafrika und anderen afrikanischen Ländern vertreibt, produziert und vertreibt das Unternehmen knickgelenkte Muldenkipper weltweit.

## Unternehmensgeschichte

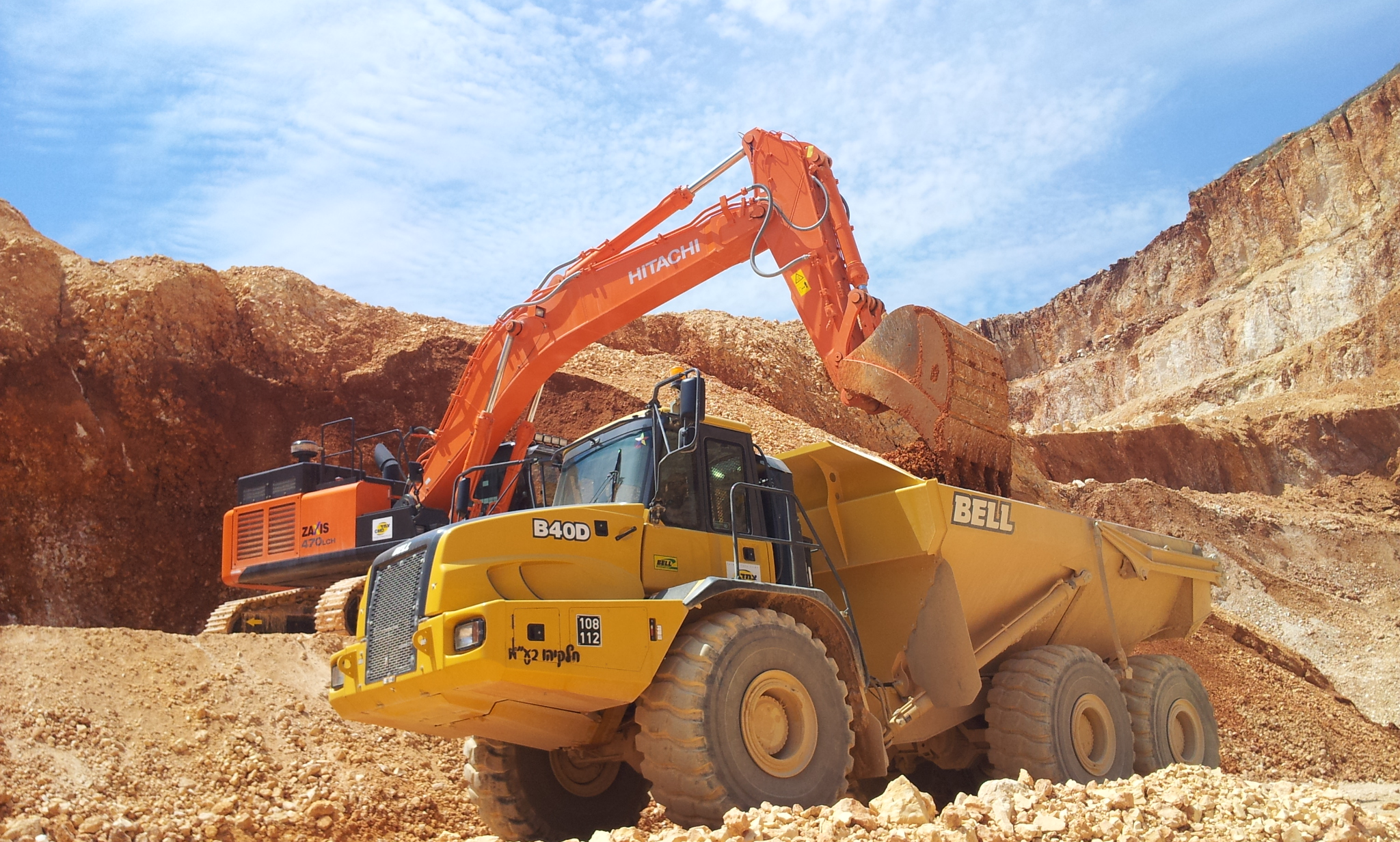
Ein Bell-Muldenkipper wird beladen (2013)

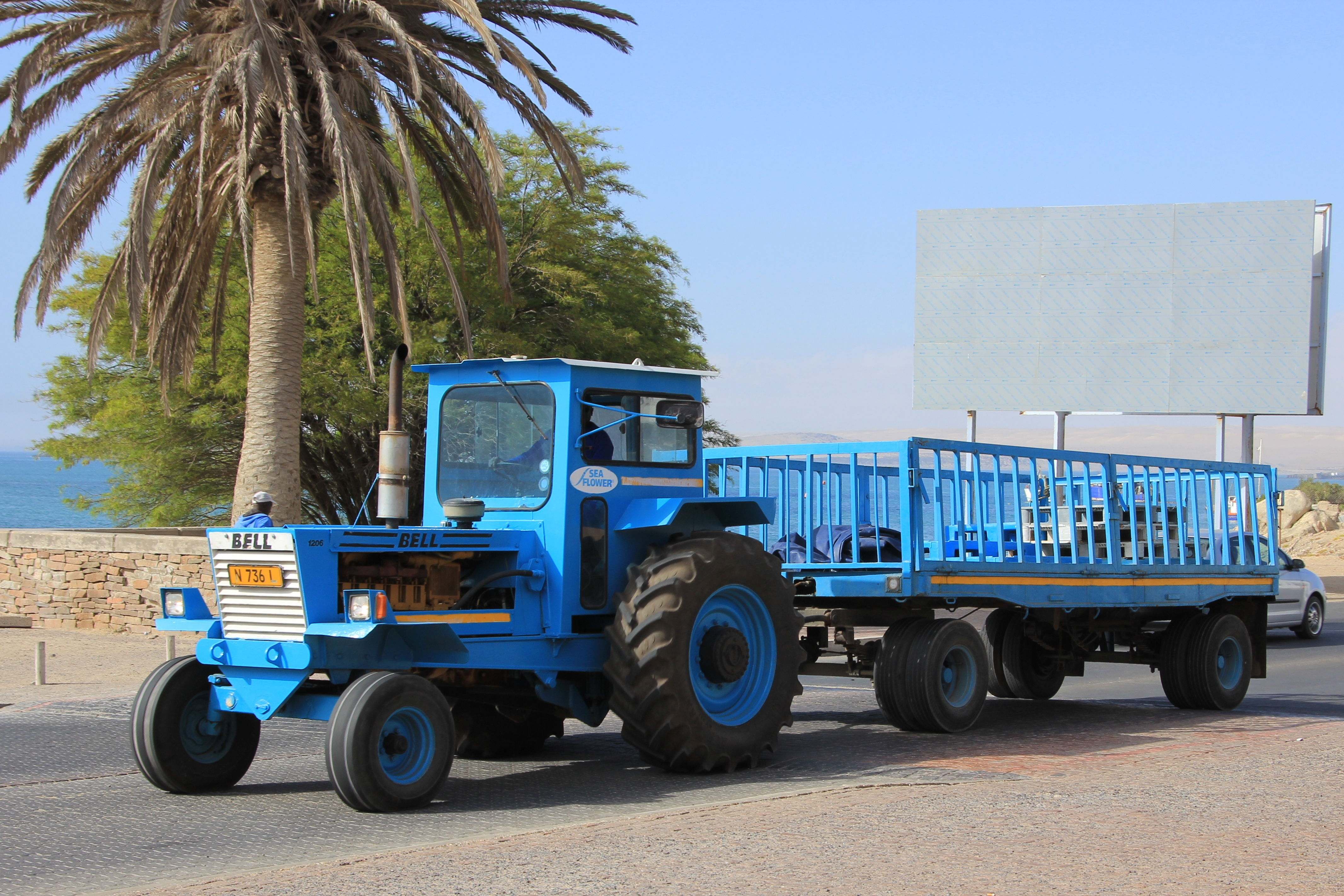
Traktor von Bell Equipment in Lüderitz, Namibia (2018)

Das Unternehmen wurde 1954 von Irvine Bell zunächst als Reparaturwerkstatt für Landmaschinen gegründet. In den frühen 1960er Jahren begann er eigene Landmaschinen und Ladegeräte zu entwickeln und zu produzieren. 1964 stellte Irvine Bell einen robusten, hydrostatisch getriebenen Dreirad-Lader vor, der sich noch heute in vielen afrikanischen Ländern großer Beliebtheit erfreut. Mitte der 1970er Jahre traten die Söhne Gary und Peter in das Unternehmen ein. Bell Equipment engagierte sich fortan zunehmend mehr in der Erdbewegung. Mit selbst entwickelten Radladern und Traktoren begann ein schneller Anstieg der Produktion. 1984 wurde in Richards Bay ein Werk eröffnet, das noch heute die zentrale Produktionsstätte des Unternehmens darstellt. Dort wurde ab 1984 der erste knickgelenkte Muldenkipper Bell B25A in konventioneller 6×6-Bauart hergestellt. 1998 stellte Bell Equipment den seit 10 Jahren erfolgreich produzierten B40C weltweit vor. Mit dem seit 2002 produzierten Modell B50D vertreibt Bell Equipment den aktuell (2013) weltweit nutzlaststärksten Großserien-Knicklenker. Derzeit ist Bell Equipment mit Niederlassungen und Produktionsstätten in Afrika, Europa, Australien, USA und Russland vertreten. 2013 wurde der Bell B60D angekündigt. In den USA wurden Bell-Produkte bis 2013 unter der John Deere Marke verkauft. Seit dem Ende der Lizenzvereinbarung wird Bell durch das neu gegründete Unternehmen Bell Trucks America vertrieben. Bell gründete 2023 eine neue Abteilung um stärker in der Bergbauindustrie tätig werden zu können. Das Logistikzentrum in den USA wurde 2023 von North Carolina nach South Carolina verlegt. Seit Ende 2023 ist Ashley Bell, der Enkel von Firmengründer Irvine Bell, CEO des Unternehmens.

### Deutschland
Seit Oktober 2003 produziert Bell Equipment im eigenen Werk in Eisenach knickgelenkte Muldenkipper für den europäischen Markt. Alle Fahrzeuge für den europäischen Markt werden in Eisenach auf Basis von aus dem südafrikanischen Mutterwerk angelieferten Kern-Baugruppen und den Komponenten der überwiegend europäischen Zulieferer komplettiert und endmontiert. Das Europäische Logistikzentrum (ELC) hat seine Niederlassung in Alsfeld; auch Vertrieb und Kundenservice erfolgen von der Niederlassung in Alsfeld aus. Das Bell-Werk in Eisenach wurde 2019 um 12.000 Quadratmeter erweitert.

## Besitzverhältnisse
Das Familienunternehmen ging 1995 an die Börse. Die Mehrheitsanteile befinden sich derzeit im Besitz der Familie Bell.